# Victor Reneischi
Victor Iosifovici Reneischi (sau Viktor Reneysky) (în rusă Виктор Иосифович Ренейский) (n. 24 ianuarie 1967, Babruisk, RSS Bielorusă) este un canoist din Belarus, dublu medaliat cu aur la Seul 1988 și cu argint la Atlanta 1996, în echipa de canoe dublu, împreună cu moldoveanul Nicolae Juravschi.

## Biografie
Echipa Juravschi-Reneischi a cucerit la Jocurile Olimpice de la Seul (1988) medaliile de aur în proba de canoe dublu, cursele de 500 și 1000 metri, concurând pentru URSS. Acest succes a fopst urmat de medaliile consecutive de aur în proba de C-2 500m la Campionatele Mondiale din 1989 și 1990.
Proba de C-4 au fost incluse pentru prima dată în cadrul întrecerilor Cupei Mondiale, fiind dominate inițial de către reprezentanții URSS. Reneischi a căștigat de două aori medalia de aur în cadrul acestei probe (500m și 1000m) în anii 1989, 1990 și 1991.
În ciuda acestor rezultate de succes, Reneischi și Juravschi nu au fost selecționați pentru a participa la Barcelona 1992, fiind învinși în calificări, de către echipa Aleksandr Maseykov-Dmitri Dovgalenok, care a câștigat medalia de azr în proba de C-2 500m la Barcelona 1992.
Destrămarea Uniunii Sovietice a determinat ruperea echipei Reneischi-Juravschi, care au urmat drumuri separate. Reneischi a reprezentat în competițiile internaționale noul stat Belarus, în timp ce Juravschi a reprezentat România și apoi Republica Moldova.
Nicolae Juravschi a revenit în Republica Moldova și în anul 1995 l-a convins pe fostul său partener Reneischi, din Belarus, pentru a-și uni forțele încă o dată și a reprezenta Republica  Moldova la Atlanta 1996. Ei au obținut medalia de argint în proba de C2 - 500 metri, aducând astfel prima medalie olimpică pentru Republica Moldova din toate timpurile.
Prin Decretul nr. 254/4 septembrie 1996, președintele Mircea Snegur l-a decorat cu Ordinul Republicii "în semn de înaltă prețuire a meritelor deosebite în dezvoltarea sportului și a mișcării olimpice naționale, pentru succese remarcabile obținute la ediția a XXVI-a a Jocurilor Olimpice de Vară de la Atlanta". I s-a decernat titlul de maestru al sportului la caiac-canoe.
În anul următor, Reneischi a concurat pentru țara sa natală, Belarus și a câștigat ultima sa medalie de aur în proba de C-4 200m la Campionatul Mondial de Caiac-Canoe.
După retragerea din activitatea competițională, Reneischi a devenit antrenor al lotului național de canoe al Republicii Belarus. În anul 2005, la Plovdiv (Bulgaria), el l-a văzut pe tinerii săi elevi (în vârstă de 19 ani) Dimitri Rabchanko / Dimitri Vaițișkin / Konstantin Shcharbak / Aleksandr Vauchetski depășindu-i propriul record mondial în proba de C-4 1000m, record ce data de 16 ani.